# Brawl in the Family
«Brawl in the Family» — сьома серія тринадцятого сезону мультсеріалу «Сімпсони», прем'єра якої відбулася 6 січня 2002 року у США на телеканалі «Fox»

## Сюжет
На початку серії, дія відбувається у «штабі» республіканської партії США, де головними є Бернс, Красті, Дракула і ще кілька сумнівних осіб. Вони замислюють зробити погане, проте не знають що. Тоді, Багатий Техасець пропонує знищити довкілля Спрингфілда: «Ну, у Техасі його ж немає!» і купити кілька фабрик і хімзавод. Фабрики починають забруднювати повітря Спрингфілда, і починає падати кислотний дощ.
Мардж бачить кислотний дощ і рекомендує вимкнути усю електрику, але Гомер продовжує дивитися телевізор, про побачення Мо і ще одної жінки:
Мо: Ну що, я готовий до ще одного побачення!
Жінка: Фу, від нього так тхне блювотою!
Раптом антенну роз'їдає і Гомер у відчаї кидається на вулицю її лагодити. Коли його припалює кислотний дощ, він вбігає до дому, бачить що ТБ не показує і знову біжить на вулицю, де ще раз дістає опіки. Врешті Мардж заспокоює його і рятує від іще
одної дурості або серйозніших опіків, і пропонує пограти у Монополію. Ліса вибирає між видів Монополії, серед яких гра «Една Крабапполія», з малюнком вчительки Барта, але Мардж вибирає оригінальну версію. У грі особливо не щастить Гомеру — від програє усі гроші Барту і Мардж, тричі «сидить» у «в'язниці» Ліси і віддає Барту усе в борг, коли Мардж бачить, як Барт складає «готель» з лего, але Мардж це не бере до уваги, бо Барт їй купив 3 «автостоянки», а гроші віддавати мусить Гомер, і той каже: «Коротко кажучи, ах ти ж!!!» і починає душити Барта, Мардж і Ліса намагаються їх відтягнути і Меггі натискає кнопку виклику поліції, яка приїжджає і заарештовує усю родину.
У камері, Барт і Гомер дражнять Лісу, що вона вчитиметься на у Йєлі, а у Стенфорді. Тоді до камери заходить чоловік років 50, і представляється як Гавриїл. Гавриїл розповідає, що він психолог і намагатиметься зламати типову поведінку членів родини Сімпсонів. Коли родину відпускають додому, то Гавриїл лишається із ними та дивиться за типовими заняттями Барта, Ліси, Мардж і Гомера. Гавриїл стверджує, що Мардж лікує родину їжею, Барт готовий на усе заради уваги, Ліса прагне справедливості, а от Гомер веде Гавриїла у таверну Мо, де напивається і розповідає про свою родину: «Коротко кажучи, у сім'ї нас 5 — Мардж, Барт, дівчинка Барт (Ліса), безсловесний Барт (Меггі) і жирний тип, я його ненавиджу (сам Гомер)».
Тоді Гавриїл збирає родину у лісі і каже свої висновки. Він пропонує таку гру — є їжа, але рюкзак висить на верхній гілці дерева. Отже, Сімпсонам треба об'єднатися. Але Гомер каже: «Ми не з тих, хто об'єднуються» і таранить машиною дерево і воно зачіпає Гавриїла і падає у каньйон. Зупинившись посередині, Гавриїл опиняється у пастці — знизу вовки і леви, які радяться, як дістати Гавриїла. Сімпсони вирішують врятувати його, і Гомер лізе у каньйон, а Барт на машині тягне Гавриїла і Гомера, які ледве врятовуються від вовків та левів, викинувши їм усю їжу. Сімпсони повертаються додому, раді що знову працюють у команді, але тут несподівано приїжджають Амбер і Джинджер, з якими Гомер і Фландерс одружилися у Лас-Вегасі. Гавриїл, шокований йде, а Мардж вимагає пояснень від Гомера. Тоді Амбер, сорокадворічна 2 дружина Гомера показує запис, де Гомер і Нед одружуються з ними, і Мардж виганяє Гомера з хати. Гомер ночує у будинку Барта на дереві, із ним Амбер. Гомер ходить до суду, де його забов'язують дбати про обох дружин. Джинджер терпить релігійний фанатизм Фландерса, і щоразу думає втекти, але діти Неда спалюють увесь запас сигарет та її алкоголю. Мардж розсварюється з Гомером укінець і він бере Амбер і прямує до Мо, де Амбер усім подобається і вимагає від Гомера секс на пляжі. Але Гомер споює її у барі Мо і одружує з Ейбом, який стає офіційним чоловіком Амбер. Показавши їй касету з записом, Амбер і Джинджер втікають назад, до Лас-Вегасу і кажуть, що наступного разу посталять себе як виграш у покер. Ейб швидко забуває про втечу дружини, і Сімпсони миряться.